# Diego López (Fußballspieler, 2002)
Diego López Noguerol (* 13. Mai 2002 in Turón) ist ein spanischer Fußballspieler.

## Karriere

### Verein
Aus der Jugend von Sporting Gijón kommend, wechselte er im Sommer 2017 in die U17 von Real Madrid, von welcher er nach einem Jahr weiter zur U18 des FC Barcelona zog. Nach der dortigen U19 folgte sein erster Schritt im Erwachsenenbereich ab der Saison 2021/22 bei der B-Mannschaft des FC Valencia. In der Segunda Federación machte er 22 Einsätze und erzielte fünf Treffer. Zur Folgesaison ging es fix in den Kader der ersten Mannschaft, für die er bereits am 29. August 2022 bei einer 0:1-Niederlage gegen Atlético Madrid sein LaLiga-Debüt gab. In diesem Spiel wurde er in der 81. Minute für Toni Lato eingewechselt. Ab April 2023 bekam er konstant Einsätze und erzielte in seinen neun weiteren Partien drei Tore und gab eine Vorlage. In der Saison 2023/24 war er im Vergleich zur Vorsaison eher als Vorlagengeber unterwegs und sammelte nebst sechs Stück hiervon auch noch drei eigene Ligatreffer bis zum Saisonende.

### Nationalmannschaft
Seit September 2023 kommt er für die spanische U21 in vornehmlich EM-Qualifikationsspielen zum Einsatz.
Für die Olympischen Spiele 2024 in Paris wurde er für den spanischen Olympiakader nominiert und kam auch gleich im ersten Gruppenspiel zum Einsatz, als er zur 76. Minute für Aimar Oroz eingewechselt wurde. Er gewann mit seiner Mannschaft die Goldmedaille.

## Titel
- Olympiasieger: 2024